# Illorsuit
Illorsuit (antiguamente Igdlorssuit) es un asentamiento en la municipalidad de Qaasuitsup, en Groenlandia occidental, con un número de habitantes que asciende a 99 para enero de 2005. Se localiza aproximadamente en 71°14′N 53°34′O / 71.233, -53.567, en la Isla Illorsuit, al noroeste de Uummannaq, en la desembocadura del sistema del Fiordo Uummannaq.

## Transporte
Air Greenland da servicio al pueblo por un contrato con el gobierno, siendo principalmente el servicio de vuelos de carga en helicóptero desde el Helipuerto de Illorsuit hasta Nuugaatsiaq y Uummannaq.